# گمینا مارگونگن
گمینا مارگونگن (به لهستانی:  Gmina Margonin) یک گمینا در لهستان است که در شهرستان خوجژ واقع شده‌است. گمینا مارگونگن ۱۲۲ کیلومتر مربع مساحت و ۶٬۴۱۴ نفر جمعیت دارد.